# Ceratocaryum xerophilum
Ceratocaryum xerophilum är en gräsväxtart som först beskrevs av Neville Stuart Pillans, och fick sitt nu gällande namn av Hans Peter Linder. Ceratocaryum xerophilum ingår i släktet Ceratocaryum och familjen Restionaceae. Inga underarter finns listade i Catalogue of Life.